# Onifai
Onifai (Oniài in sardo) è un comune italiano di 704 abitanti della provincia di Nuoro in Sardegna.

## Storia
L'area fu abitata già in epoca prenuragica, nuragica e romana, per la presenza sul territorio di varie testimonianze archeologiche.
Durante il medioevo appartenne al Giudicato di Gallura e fece parte della curatoria di Orosei. 
Nel 1296, con la morte dell'ultimo giudice Nino Visconti, il territorio passa sotto il controllo diretto della repubblica di Pisa, e successivamente, nel 1323, sotto il dominio aragonese. 
In quell'epoca Onifai fu incorporata nella baronia di Orosei, feudo regio, di cui condivise le sorti e la storia fino al riscatto avvenuto nel 1839 con la soppressione del sistema feudale.
Dal 1927 al 1946 formò, con le vicine Galtellì, Loculi e Irgoli, un'unica entità comunale di Irgoli di Galtellì.

### Simboli
Lo stemma e il gonfalone del comune di Onifai sono stati concessi con decreto del presidente della Repubblica del 3 marzo 2005.
Il gonfalone è un drappo di giallo con la bordatura di azzurro.

## Società

### Evoluzione demografica
Abitanti censiti

### Etnie e minoranze straniere
Secondo i dati ISTAT al 31 dicembre 2010 la popolazione straniera era di 19 persone. Le nazionalità maggiormente rappresentate in base alla loro percentuale sul totale della popolazione residente erano:
- Marocco 11 1,45%

### Lingue e dialetti
La variante del sardo parlata a Onifai è quella nuorese baroniese.

## Amministrazione
| Periodo         | Periodo         | Primo cittadino     | Partito                                  | Carica  | Note   |
| --------------- | --------------- | ------------------- | ---------------------------------------- | ------- | ------ |
| 23 aprile 1995  | 16 aprile 2000  | Salvatore Succu     | centro                                   | Sindaco | [ 6 ]  |
| 16 aprile 2000  | 8 maggio 2005   | Salvatore Succu     | liste civiche di centro-sinistra         | Sindaco | [ 7 ]  |
| 8 maggio 2005   | 30 maggio 2010  | Giovanni Branchitta | lista civica                             | Sindaco | [ 8 ]  |
| 30 maggio 2010  | 31 maggio 2015  | Daniela Satgia      | lista civica "Sos Zovanoso Pro Oniai"    | Sindaco | [ 9 ]  |
| 31 maggio 2015  | 26 ottobre 2020 | Daniela Satgia      | lista civica "Tottu Parisi Pro Oniai"    | Sindaco | [ 10 ] |
| 26 ottobre 2020 | in carica       | Luca Monne          | lista civica "Uniti e Liberi per Onifai" | Sindaco | [ 11 ] |